# Wang (änkekejsarinna)
Änkekejsarinnan Wang, född 1598, död 1651, var en kinesisk kejsarinna, gift med prins Zhu Changying och styvmor till kejsar Zhu Youlang.
Hon var den främsta gemålerna till Zhu Changying, prins av Gui, sjunde son till Wanli-kejsaren, vid den tidpunkt han utnämndes till guvernör i Hengzhou år 1627. Paret fick inga barn, men i egenskap av hans första rangs-fru blev hon automatiskt adoptivmor till hans barn med gemåler av lägre rang. 
När Hengzhou invaderades av Zhang Xianzhong 1642-43, flydde Zhu Changying till Guangxi; han avled 1644, samma år som mingdynastin störtades och norra Kina erövrades av manchudynastin.  Mingtrogna trupper i södra Kina sökte då en ny kejsare från Mingdynastin, och förespråkade den döde prinsens son Zhu Youlang (1623-1662), prins av Yongming. Änkekejsarinnan Wang ombads att i egenskap av den döde prinsens änka legitimera valet genom att ge sitt medgivande, men hon vägrade på grund av hans unga ålder fram till november 1646, då han slutligen utropades till kejsare i november 1646 i Guangdong.  
Kejsar Zhu Youlang gav sin mor Madame Ma titeln änkekejsarinna och sin adoptivmor Wang titeln änkekejsarinnan Ningsheng Cisu. Han gav sin adoptivmor ovanligt stort inflytande, mer än vad som ansågs nödvändigt för en son. Hon beskrivs som hans främsta rådgivare, och enligt samtida fanns det inget sammanhang där han inte följde hennes önskan. Känt är hennes motstånd mot den hovfraktion som var känd som Tiger-Femman. Hon och de övriga kvinnorna i kejsarens hushåll följde med honom i alla hans resor runt det som återstod av Mingriket 1647-1651, förutom vid ett enda tillfälle. Många av hovets högsta ämbetsmän hade omvänts till katolicismen av jesuiten Andreas Xavier Koffler, och i april 1648 konverterade även Wang till katolicismen tillsammans med kejsarens biologiska mor och maka: hon fick namnet Helena. 